# 鼠國流浪記
《鼠國流浪記》（英語：Flushed Away）是一部2006年電腦動畫喜劇電影。本片制片由阿德曼動畫及夢工廠完成，派拉蒙影業發行，在美國於2006年11月3日上映，台灣和香港則分別在2006年11月3日與11月30日上映。相對於《落跑雞》和《酷狗寶貝》的黏土動畫，本作則為全CG動畫。

## 剧情
一隻上流社會的寵物鼠羅迪，住在倫敦辛頓區的高級公寓，過著養尊處優的生活。當一隻喧賓奪主的老鼠阿西把他衝入馬桶時，一切的噩夢就此展開...更糟糕的是，斯文的羅迪在險惡的下水道世界並不受到歡迎，黑街的蛤老大特別找來表親殺手蛙海蛙不計一切代價要除掉他和迷人的船長麗塔… 

## 配音員
| 配音            | 配音   | 配音   | 角色                                         |
| 英语            | 国语   | 粤语   | 角色                                         |
| --------------- | ------ | ------ | -------------------------------------------- |
| 休·傑克曼       | 康殿宏 | 古天樂 | 羅迪·聖·詹姆士（Roderick "Roddy" St. James） |
| 凱特·溫斯蕾     | 侯佩岑 | 莫文蔚 | 麗塔（Rita Malone）                          |
| 伊恩·麦凯伦     | 符爽   | 秦沛   | 蛤老大（The Toad）                           |
| 尚·連奴         | 李英立 | 李建良 | 海蛙（Le Frog）                              |
| 安迪·瑟克斯     | 夏治世 | 錢嘉樂 | 阿強（Spike）                                |
| 比爾·耐提       | 陳進益 | 林曉峰 | 白仔（Whitey）                               |
| 肖恩·里奇       | 宋克軍 | 羅偉亮 | 阿西（Sid）                                  |
| 米瑞安·玛格莱斯 | 姜瑰瑾 | 譚錦萌 | 麗塔的奶奶（Rita's grandmother）             |

## 外部連結
- 官方網站 （英文）
- 互联网电影数据库（IMDb）上《鼠國流浪記》的资料（英文）
- 爛番茄上《鼠國流浪記》的資料（英文）
- 豆瓣电影上《鼠國流浪記》的資料 （简体中文）
- Metacritic上《鼠國流浪記》的資料（英文）
- AllMovie上《鼠國流浪記》的资料（英文）
- Box Office Mojo上《鼠國流浪記》的資料（英文）